# Goskino
Il Goskino (Госкино, Государственный комитет по кинематографии СССР / Государственный комитет Российской Федерации по кинематографии, Commissione di stato sovietica per il cinema) è stato l'ente statale incaricato di coordinare e organizzare l'attività cinematografica in Unione Sovietica.

## Storia
Il Goskino è stato creato come organismo indipendente durante gli anni dieci, in questo periodo si occupava di produrre i film e di supervisionare la loro realizzazione, in ambito cinematografico aveva un potere particolarmente forte poiché era l'organo che stabiliva le censure sulle pellicole prodotte.
Durante gli anni venti il Goskino ha prodotto la maggior parte dei lavori di artisti come Dziga Vertov, Sergej Michajlovič Ėjzenštejn e Oleksandr Dovzenko, in questi anni il Goskino aveva una particolare attenzione per tutte le opere di propaganda.
Nel 1953 venne assorbito dal ministero per la cultura per poi ritornare un organismo indipendente dieci anni dopo, nel 1963.
Nel 1992, con il crollo dell'Unione Sovietica, il Goskino cambia nome e diviene Roskomkino. Pochi anni dopo il nome viene nuovamente cambiato in Roskino.